# Malattie neurodegenerative
Le malattie neurodegenerative sono un insieme variegato di malattie del sistema nervoso centrale, accomunate da un processo cronico e selettivo di morte cellulare dei neuroni. A seconda del tipo di malattia, il deterioramento neuronale può comportare deficit cognitivi, demenza, alterazioni motorie, disturbi comportamentali e psicologici.
La neuroprotezione e neuroprevenzione sono due strategie per limitare i danni delle malattie neurodegenerative o per prevenire la loro comparsa.

## Principali patologie
Tra le più note malattie neurodegenerative ci sono:
- la malattia di Alzheimer;
- la malattia di Parkinson;
- la malattia di Huntington;
- la sclerosi laterale amiotrofica (SLA) e le altre malattie del motoneurone;
- la sclerosi multipla;
- la paralisi sopranucleare progressiva;
- la demenza frontotemporale, comprendente:
  - l'afasia primaria progressiva
  - la demenza semantica
  - la demenza frontotemporale con amiotrofia
  - la demenza frontotemporale e parkinsonismo associata al cromosoma 17
  - la degenerazione cortico-basale
  - la malattia di Pick
- la demenza da corpi di Lewy;
- la malattia di Creutzfeldt-Jakob (MCJ);
- la malattia di Gerstmann-Sträussler-Scheinker (GSS);
- l'atassia cerebellare (SCA)
- la neurodegenerazione associata alla pantotenato chinasi
- l'adrenoleucodistrofia
- l'atrofia multi-sistemica
- la malattia di Binswanger e la CADASIL (demenza vascolare da micro-ictus)